# Anzoplana trilineata
Anzoplana  trilineata ist eine Art der Landplanarien, die in Australien gefunden wurde. Die Art ist der einzige Vertreter der Gattung Anzoplana.

## Merkmale
Der Gattung Anzoplana gehören Landplanarien des Tribus Anzoplanini an, die einen kleinen, robusten Körper haben. Die Grundfärbung des Rückens ist ein heller cremebrauner Ton, darauf befinden sich drei Längsstreifen, ein dunkelbrauner Mittelstreifen und zwei hellere Seitenstreifen. Zwischen den Streifen befinden sich hellbraune Flecken. Viele Augen verteilen sich in einer einzelnen Reihe um das Vorderende, kurz dahinter verlaufen sie in zwei bis drei Reihen, bevor sie hinter dem ersten Viertel weniger zahlreich in einer Reihe bis zum Hinterende verteilt sind. Die Mundöffnung liegt kurz hinter der Körpermitte.
Die Geschlechtsöffnung liegt näher am Mund als am Hinterende. Zum Kopulationsapparat gehört ein umstülpbarer Penis ohne permanente Penispapille. Die mesenchymale Längsmuskulatur ist schwach und bildet keine eindeutigen Muskelbündel aus, sie formt jedoch eine Ringzone um das Intestinum und eine subneurale Platte.

## Etymologie
Der Gattungsname Anzoplana leitet sich von ANZ, einer traditionellen Abkürzung für Australien und Neuseeland, in Kombination mit dem lateinischen Wort planus (dt. flach) her.
Das Artepitheton ergibt sich aufgrund der dunkel gefärbten Längsstreifen aus dem Lateinischen: tri (dt. drei) und lineatus (dt. gestreift).